# 大卫·吉诺拉
大卫·德西雷·马赫·吉诺拉（法語：David Désiré Marc Ginola，1967年1月25日—）生於法國南部的加桑，是前足球運動員，司職左翼。

## 球員生涯

### 
真路拿曾經效力多家法國及英格蘭的俱乐部，包括圖盧茲（1985-88年）、巴黎競賽（1988-90年）、（1990-92年）、巴黎聖日耳門（1992-95年）、（1995-97年）、托特纳姆热刺（1997-2000年）、（2001-02年）及（2002年）。在巴黎聖日門期間奪得包括法國甲組聯賽冠軍、法國盃（兩屆）及法國聯賽盃等重要錦標。轉戰英倫後，協助熱刺奪得1999年的英格兰联赛杯，同年更獲選英格蘭足球先生及PFA足球先生雙料榮譽。

### 國家隊
由於真路拿成為法國於1994年世界杯未能晉級決賽周的代罪羔羊，故他只曾17次代表國家隊出賽。1993年11月17日帶著兩分優勢在歐洲第6組外圍賽最後一場比賽，主場的法國只要打和保加利亞即可出線到美國參加世界盃決賽周，比賽未段比數1-1平手，因真路拿傳中失誤而導致保加利亞展開反攻，射入決勝球，法國連續兩屆世界盃外圍賽出局。法國接任的新教練雅凯再沒有選用真路拿，從此在國家隊中淡出。

## 生活
1992年與卡路蓮（Coraline）結婚，現時育有一女及一子。
吉诺拉身高1.85米兼職模特兒，2002年退役後轉投電影演員工作。真路拿在他拍攝的萊雅美髮產品廣告中用獨特的法國口音說出：“歐萊雅，你值得擁有”（Because I'm worth it），使其英俊瀟灑的形象更深入人心。

## 生涯統計
| 年度      | 效力球會              | 級別 | 國內比賽 出場/入球 | 歐洲比賽 出場/入球 |
| 1985-86年 | 土伦 ( 法国 )         | 法甲 | 14 / 0             | -                  |
| 1986-87年 | 土伦 ( 法国 )         | 法甲 | 35 / 0             | -                  |
| 1987-88年 | 土伦 ( 法国 )         | 法甲 | 33 / 4             | -                  |
| 1988-89年 | 巴黎競賽 ( 法国 )     | 法甲 | 29 / 7             | -                  |
| 1989-90年 | 巴黎競賽 ( 法国 )     | 法甲 | 32 / 1             | -                  |
| 1990-91年 | 布雷斯特 ( 法国 )     | 法甲 | 33 / 6             | -                  |
| 1991-92年 | 布雷斯特 ( 法国 )     | 法乙 | 17 / 8             | -                  |
| 1992-92年 | 巴黎聖日門 ( 法国 )   | 法甲 | 15 / 3             | -                  |
| 1992-93年 | 巴黎聖日門 ( 法国 )   | 法甲 | 34 / 6             | 9 / 2              |
| 1993-94年 | 巴黎聖日門 ( 法国 )   | 法甲 | 38 / 13            | 8 / 2              |
| 1994-95年 | 巴黎聖日門 ( 法国 )   | 法甲 | 28 / 11            | 10 / 1             |
| 1995-96年 | 紐卡素 ( 英格兰 )     | 英超 | 34 / 5             | -                  |
| 1996-97年 | 紐卡素 ( 英格兰 )     | 英超 | 24 / 1             | 7 / 1              |
| 1997-98年 | 熱刺 （英格兰）       | 英超 | 34 / 6             | -                  |
| 1998-99年 | 熱刺 （英格兰）       | 英超 | 30 / 3             | -                  |
| 1999-00年 | 熱刺 （英格兰）       | 英超 | 34 / 4             | 2 / 0              |
| 2000-01年 | 阿士東維拉 （英格兰） | 英超 | 26 / 3             | -                  |
| 2001-02年 | 阿士東維拉 （英格兰） | 英超 | 5 / 0              | 2 / 0              |
| 2002年    | 愛華頓 （英格兰）     | 英超 | 5 / 0              | -                  |

## 榮譽
- 法國甲組足球聯賽

冠軍：1994年
- 法國盃

冠軍：1993年, 1995年
亞軍：1990年（巴黎競賽）
- 法國聯賽盃

冠軍：1995年
- 英格兰联赛杯

冠軍：1999年
- 1990-95年間17次代表法國及射入3球